# Malcolm Moffatt
Malcolm Moffatt (Gilford, 1937. február 2. –) északír nemzetközi labdarúgó-játékvezető.

## Pályafutása

### Nemzeti játékvezetés
A játékvezetői vizsgát 1964-ben tette le. A küldési gyakorlat szerint rendszeres partbírói tevékenységet is végzett. 1971-ben lett az I. Liga játékvezetője. A nemzeti játékvezetéstől 1982-ben vonult vissza.

### Nemzetközi játékvezetés
Az Északír labdarúgó-szövetség Játékvezető Bizottsága (JB) terjesztette fel nemzetközi játékvezetőnek, a Nemzetközi Labdarúgó-szövetség (FIFA) 1977-től tartotta nyilván bírói keretében. A FIFA JB központi nyelvei közül a angolt, a franciát és a németet beszéli. Több nemzetek közötti válogatott és klubmérkőzést vezetett, vagy működő társának partbíróként segített. Az északír nemzetközi játékvezetők rangsorában, a világbajnokság-Európa-bajnokság sorrendjében többedmagával a 9. helyet foglalja el 3 találkozó szolgálatával. Az aktív nemzetközi játékvezetéstől 1985-ben búcsúzott. Válogatott mérkőzéseinek száma: 7.

#### Labdarúgó-világbajnokság
A világbajnoki döntőhöz vezető úton Spanyolországba a XII., az 1982-es labdarúgó-világbajnokságra és Mexikóba a XIII., az 1986-os labdarúgó-világbajnokságra a FIFA JB bíróként alkalmazta. Partbírói szolgálatot nem kellett végeznie. Vezetett mérkőzéseinek száma: 1.

##### 1982-es labdarúgó-világbajnokság

###### Selejtező mérkőzés
| Időpont         | Helyszín              | Mérkőzés típusa              | Mérkőzés              | Eredmény | Nézők száma |
| --------------- | --------------------- | ---------------------------- | --------------------- | -------- | ----------- |
| 1981. május 20. | Ullevál Stadion, Oslo | előselejtező (556. mérkőzés) | Norvégia–Magyarország | 1 – 2    | 33 000      |

###### Világbajnoki mérkőzés
| Időpont          | Helyszín             | Mérkőzés típusa              | Mérkőzés         | Eredmény | Nézők száma |
| ---------------- | -------------------- | ---------------------------- | ---------------- | -------- | ----------- |
| 1982. június 19. | Nuevo Stadion, Elche | csoportmérkőzés (C. csoport) | Belgium–Salvador | 1 – 0    | 15 000      |
| 1971. február 3. |                      |                              |                  |          |             |

##### 1986-os labdarúgó-világbajnokság

###### Selejtező mérkőzés
| Időpont        | Helyszín                 | Mérkőzés típusa           | Mérkőzés              | Eredmény | Nézők száma |
| -------------- | ------------------------ | ------------------------- | --------------------- | -------- | ----------- |
| 1985. május 1. | Heysel Stadion, Brüsszel | előselejtező (1. csoport) | Belgium–Lengyelország | 2 – 0    | 48 310      |

## Sportvezetőként
Az Északír JB tagja, az Oktatási Bizottság vezetője.